# L'union fait la force
Pour les articles homonymes, voir L'union fait la force (homonymie).

Les armoiries de la Belgique arborent la devise L'union fait la force.

L'union fait la force est un proverbe et la devise nationale d'Andorre, de l'Angola, de la Belgique, de la Bolivie, de la Bulgarie,  de la Géorgie et de la Malaisie. C'est aussi la devise de l'Acadie depuis la Convention de Miscouche en 1884 et du Lausanne Hockey Club. Elle est utilisée en anglais (Unity makes strength), néerlandais (Eendracht maakt macht), allemand (Einigkeit macht stark), italien (L'unione fa la forza), latin (Virtus unita fortior), bulgare (Съединението прави силата), malaisien (Bersekutu bertambah mutu) et géorgien (ძალა ერთობაშია, qui en fait signifie La force est dans l'unité, qui soit peu ou prou la même chose).

## Historique
On ne connaît pas l'origine précise de ce proverbe. On le retrouve d'abord dans l'épopée Iliade d'Homère au chant XIII : « même chez les moins bons, l'union fait la force », mais aussi dans une fable d’Ésope, Les Enfants désunis du laboureur  : « Autant l'union fait la force, autant la discorde expose à une prompte défaite. » Ainsi que sous une formulation différente dans la fable Le Vieillard et ses enfants de La Fontaine : « Toute puissance est faible, à moins que d'être unie. ».
Exprimée en latin, Concordia res parvæ crescunt, cette devise se retrouve sur de nombreux documents et objets officiels, par exemple sur les émissions de rixdale (XVI-XVIIe s.).
En 1680, on trouvait dans La Perpétuité de la foy et de la religion chrétienne dans les trois états de la loy de nature, de la loy écrite et de la loy de grâce du père Paul Beurrier que « l'union fait la force des choses unies ».
On trouve aussi mention de ce principe en 1764 chez Gaspard de Real de Curban : « Ce principe, l'union fait la force (vis unita fortior), est généralement reçu. »
La devise « L'union fait la force » fut aussi reprise par Jean-Baptiste Willermoz, fondateur des hauts grades maçonniques du Rite écossais rectifié.
C'était la devise traduite du latin de la loge bruxelloise Les Vrais Amis de l'Union (1782). En 1832, le franc-maçon François Van Campenhout, auteur de la Brabançonne, a composé, un hymne maçonnique intitulé L'Union fait la Force pour les 50 ans de la loge. Henri Van der Noot, l'un des meneurs de la révolution brabançonne contre les Autrichiens, en était membre (1790).
La devise fut auparavant employée par les Provinces-Unies des Pays-Bas sous sa forme latine (Concordia res parvae crescunt). Mais après la proclamation du royaume, les Pays-Bas prirent pour devise celle de la maison royale d'Orange-Nassau, Je maintiendrai (en français).

### Belgique
La devise « L'union fait la force » est utilisée lors de la Première Indépendance en 1790 par Van der Noot et Vonck ; une union libérale-catholique. Cette phrase « L’union fait la force »  est reprise et prononcée par le régent Érasme-Louis Surlet de Chokier lors de sa prestation de serment le 25 février 1831. Il ne s'agit pas alors de l'union entre les communautés linguistiques du pays, comme on interprète souvent aujourd'hui cette devise par méconnaissance de l'histoire. Il s'agissait en 1789 de l'union des tendances catholiques et libérales de la bourgeoisie majoritairement francophone au nord comme au sud, l'unionisme, au pouvoir après la révolution. Cette devise, qui sera gravée au centre du parlement, exprime la nécessité de s'unir dans un État encore fragile et menacé par les armées de Guillaume Ier des Pays-Bas.

## Autres utilisations notoires

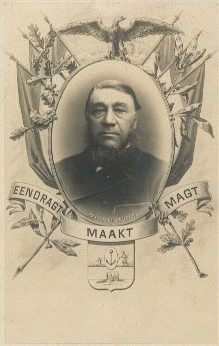
Paul Kruger et la devise du Transvaal

- Après que Ferdinand de la maison de Saxe-Cobourg et Gotha a pris le trône de la principauté de Bulgarie, le pays a commencé à utiliser la devise belge L'union fait la force (en bulgare: Съединението прави силата). Bien que L'union fait la force de se réunir dans divers projets sur les armoiries de la Bulgarie dans les années post-libération, elle n'en a officiellement fait partie qu'en 1927. Après 1948, la devise est tombée de la nouvelle constitution communiste, mais est restée sur la façade de l'Assemblée nationale. À la suite des changements de 1989 et de l'adoption d'une nouvelle Constitution bulgare en 1991, la devise a été rétablie.
- L'union fait la force est la devise nationale de l'Acadie (ce qui comprend la Nouvelle-Écosse, le Nouveau-Brunswick, l'Isle du Prince Edouard et Terre Neuve au Canada maritime.).
- L'union fait la force se retrouve également sur les armoiries et le drapeau d'Haïti depuis 1804. Elle n'est cependant pas la devise nationale, qui est Liberté, Égalité, Fraternité.
- Ce fut également jusqu'en 2000, la devise du Transvaal (en afrikaans : Eendracht maakt magt), mais aussi du Transkei, puis de l'Afrique du Sud. Elle était exprimée en latin : Ex unitate vires.
- L'union fait la force est aussi la devise de l'Angola.
- Eendraght maeckt maght, en flamand, est aussi la devise de Brooklyn à New York.